# Arevchat
Arevchat (en arménien Արևշատ ; anciennement Mets Armalu, puis jusqu'en 1945 Nerkin Aghbash) est une communauté rurale du marz d'Ararat en Arménie. Elle se situe dans la région d'Artachat, à 17 km au sud d'Erevan et à 15 km de la ville d'Artachat. En 2008, elle compte 2 316 habitants.